# Marchand Provincial Park
Marchand Provincial Park är en park i Kanada.   Den ligger i provinsen Manitoba, i den sydöstra delen av landet, 1 600 km väster om huvudstaden Ottawa. Marchand Provincial Park ligger 342 meter över havet.
Terrängen runt Marchand Provincial Park är platt. Trakten runt Marchand Provincial Park är nära nog obefolkad, med mindre än två invånare per kvadratkilometer.. Närmaste större samhälle är La Broquerie, 18,8 km nordväst om Marchand Provincial Park.
I omgivningarna runt Marchand Provincial Park växer i huvudsak blandskog.